# 红山 (拉萨)
红山，藏语称“玛布日”（藏語：དམར་པོ་རི，威利转写：dmar po ri），是位于西藏自治区拉萨市城关区的一座山。布达拉宫便建在红山上。

## 简介
红山位于拉萨市西北，布达拉宫便建在此山上。
传统上，拉萨的三座山代表了拉萨的三怙主：药王山（Chokpori）是金刚手菩萨的灵山（bla-ri），磨盘山（Pongwari）是文殊菩萨的灵山，红山（Marpori）即布达拉宫所在的山是观世音菩萨的灵山。